# Клавирен инструмент
Клавирен или още клавишен инструмент е музикален инструмент, на който се свири с пръсти на музикална клавиатура.
Общото между всички клавиатурни инструменти е, че продължителността на тона може да се контролира прецизно от момента на натискане на клавиша до освобождаването му (обаче при пианото и клавесина избледняването на струната е естествено ограничение за продължителността на тона), в зависимост от дизайна на конкретния клавиатурен инструмент.
Най-разпространеният от тях е пианото, което се използва в почти всички видове музика. Други широко използвани клавишни инструменти са органът, както и други механични, електромеханични или електронни инструменти.

## История
Сред най-ранните клавишни инструменти са органът, клавикордът и клавесинът. Органът несъмнено е най-стар от тях. Появил се е в 3 в. пр.н.е., въпреки че този древен инструмент, наречен хидравлис не използвал клавиатура в съвременния смисъл. От изобретяването си до 14 век органът остава единствения клавишен инструмент. Често и органите са нямали въобще клавиатура, а само бутони или големи лостове, които се задвижвали с цяла ръка. Почти всяка клавиатура до 15 век е имала 7 основни тона за всяка октава.
Клавикордът и клавесинът се появяват през 14 век, като вероятно клавикордът е по-стар. При тяхното усъвършенстване е добавен си-бемол клавиш, за да избегне тритонуса между фа и си, а по-късно били добавени и други полутонове. Клавесинът и клавикордът били многоп популярни до разпространението на пианото през 18 век, след което популярността им намалява. Пианото е революционно нововъведение, защото пианистът можел да променя силата (или динамиката) на звука чрез промяна на силата, с която удрял по всеки клавиш. Пълното име на пианото на италиански е „гравичембало кон пиано е форте“ (клавесин с тихо и силно), което постепенно било съкратено до „пиано-форте“ (тихо-силно) и „пиано“ (тихо).
Клавишни инструменти били усъвършенствани през 20 век. Ранните електромеханични инструменти като вълните на Мартено се появяват рано през този век.
Най-ранните напълно електронни клавишни инструменти са електронни органи, които използвали осцилатори и делители на честота заедно с мрежа от филтри, за да генерират звукови трептения с различна форма на вълната.
Много усилия отиват за откриването на инструмент, който звучи като пиано, но е по-малък и по-лек. Електрическото пиано и електронното пиано са ранни опити, които, въпреки че са полезни инструменти сами по себе си, не успяват да възпроизведат убедително тембъра на пианото. През същия период са разработени и електрическите и електронните органи. Първоначално са наричани Йоника.
Синтезаторът е усъвършенстван през 1960-те години и се развива и до наши дни. Най-забележителният ранен синтезатор е Муг-синтезаторът, който използва аналогова схема. С времето цифровият синтез се разпространява широко.

## Типове клавирни инструменти
- Ударно-клавишни – при тях звукът се генерира при докосване или натиск на един или повече клавиши, при това има и се предизвиква действително генериране на звук, и се генерира контакт със звукопроизводителния елемент.
- Клавишно-мехови – клавиатурата управлява клапи, при натискането на които звукът се въпроизвежда от въздуха, преминаващ през тръбите (орган), или през отвори, върху които са разположени пластини (хармоника, бандонеон, акордеон).
- Дигитални (електронни) клавиатури – например електрическото пиано, което е вид електронен клавишен инструмент, предназначен да служи предимно като алтернатива на традиционното акустично пиано, както по отношение на начина, по който се свири, така и по отношение на издавания звук.[1]

## Клавирна литература
За разлика от означението на инструментите като „клавишни“, то при музиката, писана за тях, се използва термина „клавирна литература“.